# Grover Jones
Grover Jones (* 15. November 1893 in Rosedale, Indiana; † 24. September 1940 in Hollywood, Kalifornien) war ein US-amerikanischer Filmregisseur und Drehbuchautor, der zweimal für einen Oscar nominiert war.

## Biografie
Jones begann Anfang der 1920er Jahre als Drehbuchautor und Regisseur in der Filmwirtschaft Hollywoods und drehte nach seinem Debütfilm The Snip (1920), für den er auch das Drehbuch verfasste, zwanzig weitere, überwiegend Stummfilme.
Weitaus produktiver und erfolgreicher war er jedoch als Drehbuchautor und schrieb bis zu seinem Tode die Vorlagen von mehr als 100 Filmen.
Bei der Oscarverleihung 1932 war er zusammen mit William Slavens McNutt erstmals für einen Oscar nominiert und zwar für den Oscar in der Kategorie beste Originalgeschichte für Wer hat hier recht? (1932). Eine zweite Nominierung erfolgte mit Achmed Abdullah, John L. Balderston, William Slavens McNutt und Waldemar Young bei der Oscarverleihung 1936 für den Oscar für das beste adaptierte Drehbuch für Bengali (1935).
Grover Jones arbeitete dabei mit bekannten Filmregisseuren wie Stephen Roberts, Henry Hathaway, Hal Roach, John Cromwell, Richard Wallace, Ernst Lubitsch sowie Raoul Walsh zusammen.
Über die Filmindustrie Hollywoods sagte er einmal: „Die einzige Irrenanstalt, die von den Insassen geführt wird“ („The only asylum run by the inmates“).
Seine Tochter war Sue Sally Hale (1937–2003), die sich als Mann ausgab, um Polo spielen zu können, und zu einer Pionierin auf dem Gebiet der Emanzipation von Frauen im Sport wurde.

## Filmografie (Auswahl)
- 1926: Dynamit an Bord (The Merry Cavalier)
- 1927: Von Braut zu Braut (Wedding Bill$)
- 1927: Gefährlich schön (Figures Don’t Lie)
- 1927: Die Tochter des Scheichs (She’s a Sheik)
- 1927: Don Alonzo, der Rächer (The Gay Defender)
- 1928: Riff und Raff als Frauenhelden (Wife Safers)
- 1928: Riff und Raff in der Unterwelt (Partners in Crime)
- 1928: Riff und Raff als Scharfschützen (The Big Killing)
- 1928: Das Mädel mit der Kamera (Hot News)
- 1929: Der Mann aus Virginia (The Virginian)
- 1929: Der Kampf um die Macht (The Mighty)
- 1930: Der Autowüstling (Burning Up)
- 1930: Orkan (Derelict)
- 1931: Tropennächte
- 1931: Das letzte Signal (Dude Ranch)
- 1931: Das Frauengefängnis (Ladies of the Big House)
- 1932: Verhaftung um Mitternacht (Strangers in Love)
- 1932: Wer hat hier recht? (Lady and Gent)
- 1932: Ärger im Paradies (Trouble in Paradise)
- 1932: Wenn ich eine Million hätte (If I Had a Million)
- 1934: Hier ist mein Herz! (Behold My Wife!)
- 1935: Bengali (The Lives of a Bengal Lancer)
- 1935: Sein letztes Kommando (Annapolis Farewell)
- 1936: Ausgerechnet Weltmeister (The Milky Way)
- 1936: Kampf in den Bergen (The Teail if the Lonesome Pine)
- 1936: Der Held der Prärie (The Plainsman)
- 1937: Schiffbruch der Seelen (Souls at Sea)
- 1938: Der Freibeuter von Louisiana (The Buccaneer)
- 1939: Kettensträfling in Australien (Captain Fury)
- 1940: Abe Lincoln in Illinois
- 1940: Schwarzes Kommando (Dark Command)
- 1940: Tumak, der Herr des Urwalds (One Million B.C.)
- 1940: Überfall auf die Olive Branch (Captain Caution)
- 1941: Verfluchtes Land (The Shepherd of the Hills)
- 1946: Der Held des Tages (The Kid from Brooklyn)